# Супур
Супур (рум. Supur) — комуна у повіті Сату-Маре в Румунії. До складу комуни входять такі села (дані про населення за 2002 рік):
- Джорокута (826 осіб)
- Добра (1138 осіб)
- Ракова (279 осіб)
- Секереша (87 осіб)
- Супуру-де-Жос (1340 осіб) — адміністративний центр комуни
- Супуру-де-Сус (512 осіб)
- Хурезу-Маре (495 осіб)

Комуна розташована на відстані 422 км на північний захід від Бухареста, 36 км на південь від Сату-Маре, 97 км на північний захід від Клуж-Напоки.

## Населення
За даними перепису населення 2002 року у комуні проживали 4677 осіб.
Національний склад населення комуни:
| Національність | Кількість осіб | Відсоток |
| -------------- | -------------- | -------- |
| румуни         | 2993           | 64,0%    |
| угорці         | 1340           | 28,7%    |
| цигани         | 328            | 7,0%     |
| німці          | 13             | 0,3%     |
| українці       | 1              | < 0,1%   |
| словаки        | 1              | < 0,1%   |

Рідною мовою назвали:
| Мова      | Кількість осіб | Відсоток |
| --------- | -------------- | -------- |
| румунська | 3323           | 71,0%    |
| угорська  | 1338           | 28,6%    |
| циганська | 7              | 0,1%     |
| німецька  | 7              | 0,1%     |
| словацька | 1              | < 0,1%   |

Склад населення комуни за віросповіданням:
| Релігія            | Кількість осіб | Відсоток |
| ------------------ | -------------- | -------- |
| православні        | 2896           | 61,9%    |
| реформати          | 1032           | 22,1%    |
| п'ятдесятники      | 206            | 4,4%     |
| греко-католики     | 109            | 2,3%     |
| римо-католики      | 101            | 2,2%     |
| баптисти           | 33             | 0,7%     |
| не релігійні       | 33             | 0,7%     |
| мусульмани         | 5              | 0,1%     |
| адвентисти         | 2              | < 0,1%   |
| лютерани           | 1              | < 0,1%   |
| не вказали релігію | 4              | 0,1%     |

## Зовнішні посилання
- Дані про комуну Супур на сайті Ghidul Primăriilor [Архівовано 3 липня 2011 у Wayback Machine.]